# Znehodnocení měny
Znehodnocení mince či měny v přísném smyslu slova znamená snížení obsahu drahých kovů v minci, a tím pádem snížení jeho hmotnosti a hodnoty.

## Popis a historie
Tento jev přímo souvisel s kovovými platidly, raženými státními, resp. královskými mincovnami, na nichž měl vyražený znak nebo pečeť (zpravidla panovníka) zaručit odpovídající obsah drahého kovu v minci. Protože však byla hodnota určována panovníkem (např. 1 florin), řídila se hodnota mince svou nominální hodnotou, nikoli množstvím kovu v ní obsaženém. Ve snaze získat část kovu použitého při výrobě mince postupně docházelo k ořezávání okrajů. Takováto mince sice měla stále stejnou nominální hodnotu (vyraženou na lícní straně), nicméně instituce, která takto kazila mince, získávala část kovu, který měl také svou hodnotu.
Mincovny se proti této praxi do jisté míry jistily tak, že ražené mince měly na okrajích vruby, či jiné stopy (např. ve formě „zubů“), které odhalily jakýkoli pokus o ořez. Mnoho moderních mincí má dosud na okrajích podobné značky, které jsou zbytkem staré kaligrafie proti penězům.
Značky na hraně zavedl Isaac Newton, který byl v letech 1696–1701 ředitelem Královské mincovny v Londýně.

### V českých zemích
V českém prostředí můžeme zmínit pražský groš, který v letech 1300–1540 postupně devalvoval přibližně takto:
- 1300: 3,6 g
- 1348: 3,0 g
- 1405: 1,8 g
- 1485: 1,2 g
- 1540: 0,8 g

K dalšímu významnému znehodnocení mince došlo v 17. století, kdy tehdejší Mincovní konsorcium začalo znehodnocovat měnu v poměru 1:10 (tzv. dlouhá mínce). Následná inflace a válka vedly k hladomoru.

## Papírový systém
Znehodnocení peněz (měny) je možné také v papírovém peněžním systému, kdy se jedná o snížení hodnoty peněz. K tomuto jevu dochází v případě, kdy inflace (resp. hyperinflace) způsobuje devalvaci / tj. znehodnocení.